# Havis Amanda
A Havis Amanda meztelen nőt ábrázoló szobor Helsinkiben, a Kauppatorin (piactér), Ville Vallgren (1855-1940) műve.

## Leírása
A szecessziós stílusú szobor kereteként szolgáló szökőkút vörös gránitból készült Eliel Saarinen tervei alapján; maga a szobor bronzból készült. A szobor egy hableányt ábrázol, aki a vízből kiemelkedve algán áll, lábait négy hal locsolja vízzel, és négy rozmár veszi körül. A szoboralak enyhén hátrahajolva mintegy búcsút int természetes közegének. A szobor 194 cm magas, talapzattal együtt 5 méter. A szobor a Balti-tenger lányát, Helsinkit szimbolizálja.

## Neve
Vallgren egyszerűen Merenneitónak nevezte művét, ami magyarul hableányt jelent. A szobor ettől függetlenül gyorsan sok más becenevet is kapott. A finn-svéd sajtó Havis Amandának nevezte, míg a finn sajtó Haaviston Mantának. A Havis Amanda elnevezés maradt meg a köztudatban, és a mai napig ezt használják a turistabrosúrák és leírások. 

## Története
A Finn Művészeti Egyesület 1904-ben kérte fel a Franciaországban alkotó Vallgrent a szobor elkészítésére. A szobor modellje a 19 éves párizsi Marcelle Delquini volt, míg a porvooi múzeumban látható kisebb változathoz a szintén 19 éves Léonie Tavier állt modellt. A szobor 1906-ban készült el, és hajóval szállították Finnországba. Az avatásra 1908. szeptember 20-án került sor.
Az alkotás eleinte sok negatív kritikát vont maga után. A meztelenül ábrázolt nő piedesztálra emelése sokak szerint a női nem lealacsonyítását jelentette. Az orvosok az anatómiai pontatlanságokat hánytorgatták fel. A szobor elleni érvek között szerepelt az is, hogy a rozmár nem finn nemzeti állat, és a nő nem rendelkezik jellegzetes finn vonásokkal. A szobor megrendelésében nagy szerepet játszott Vallgren jóbarátja Albert Edelfelt. Utóbb azonban a művet elfogadták, és az emberek elkezdték Helsinki szellemiségét látni a benne. Mára Helsinki egyik legismertebb köztéri szobraként tartják számon.

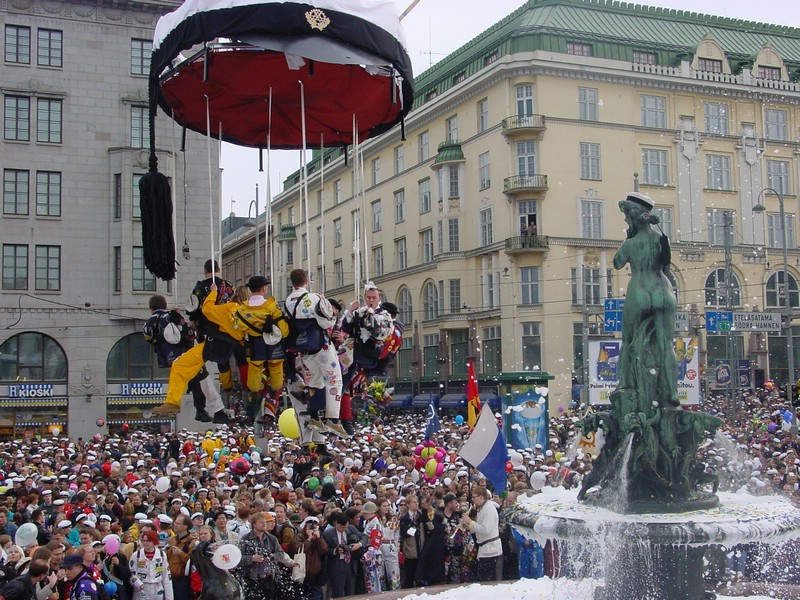
Műegyetemista diákok felteszik a diáksapkát Havis Amanda fejére, 2002

A szobor körül számos ünnepséget tartanak, ezek közül a legfontosabb a május elsejei Vappu. Az 1920-as évektől kezdve az egyetemisták lemossák a szobrot és diáksapkát tesznek a fejére. Kezdetben a diákok akciója engedély nélkül, éjjel történt, de 1951 óta ez az ünnep engedélyezett része, ami április 30-án délután 6-kor kezdődik, és a televízió egyenes adásban közvetíti.